# Montuïri
Montuïri ist eine Gemeinde auf der spanischen Baleareninsel Mallorca mit 3.216 Einwohnern (Stand: 2024), davon im Jahr 2008 2281 im gleichnamigen Ort. Im Jahr 2006 betrug der Ausländeranteil der Gemeinde 13,5 % (349), der Anteil deutscher Einwohner 2,8 % (73). Montuïri liegt in der Inselmitte in der Nähe der Hauptstraße MA-15, ungefähr in der Mitte zwischen Palma und Manacor.

## Geschichte
Montuïri zählt zu den ältesten Ortschaften Mallorcas. Unter den Arabern bildete sie einen der zwölf Distrikte, in denen das damalige Mayurqa aufgeteilt wurde.
Montuïri fiel, wie der Rest der Insel, nach der katalanischen Eroberung unter den Landaufteilungsplan (Llibre de Repartiment von 1232), nach dem der Erobererkönig Jaume I. das Land parzellierte und an seine Edelmänner und getreuen Ritter vergab.
Im Jahre 1300 übergab dann Jaume II. dem Ort eigene Rechte und es wurde ein erster, rechteckiger, Ortskern entworfen, der sich an das Mühlenviertel anschließt. Die acht Mühlen des Molinar, die noch heute erhalten geblieben sind, haben das Ortsprofil geprägt. Ihre Steintürme, die den Wind als Energiequelle benutzten, sind ein lebendiges Zeugnis für eine von Natur und Boden abhängige Vergangenheit.
Im Laufe der Jahrhunderte kamen neue Plätze und Wege hinzu, doch die mittelalterliche Struktur ist bis heute deutlich erhalten geblieben.
Die Krisenjahre der Insel im 14. und 15. Jahrhundert gingen auch an Montuïri nicht spurlos vorüber. Später, im 18. Jahrhundert, erfolgte aufgrund einer vernichtenden Trockenheit und Pest erneut ein Bevölkerungsschwund.
Unter dem Franco-Regime verschwand der kulturelle und politische Dynamismus der republikanischen Epoche und der Nationalkatholizismus der Nachkriegszeit machte die Kirche zum beherrschenden Element des sozialen und kulturellen Lebens in der Gemeinde.

## Sehenswürdigkeiten
- Pfarrkirche Sant Bartomeu, erbaut im 14. Jahrhundert, umgebaut im 18. Jahrhundert
- Pfarramt, um 1500
- Kapelle Mare de Deu de la Bona Pau
- Archäologische Ausgrabungsstätte Son Fornés, eine Siedlung der Talayot-Kultur
- Windmühle Molí d’en Fraret
- Mühlenviertel Es Molinar, wurde 2010 zur Besichtigung freigeben.[4]
- Naturschutzgebiet Puig de Sant Miquel (247 Meter hoher Hügel)

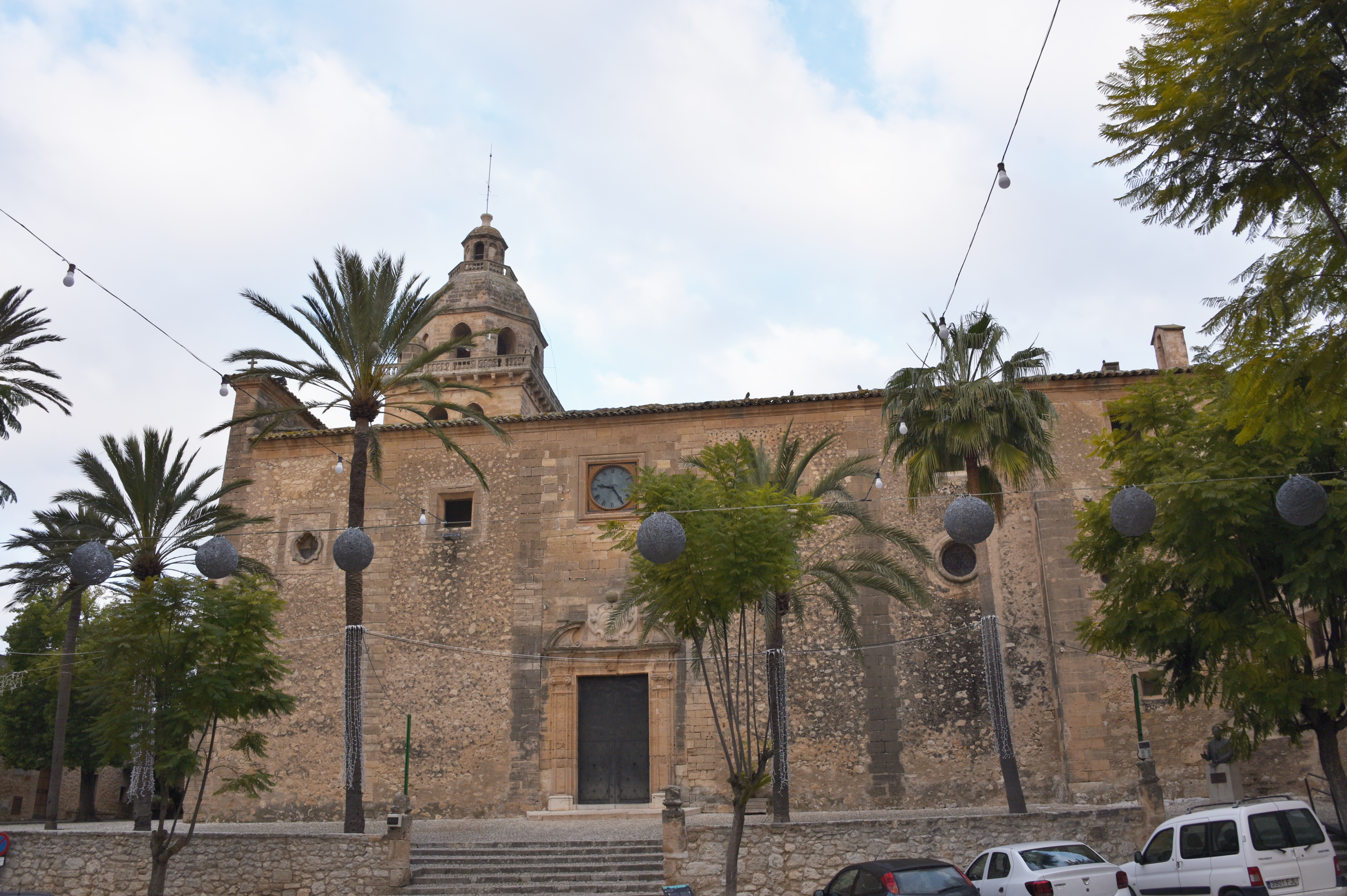
Rathaus
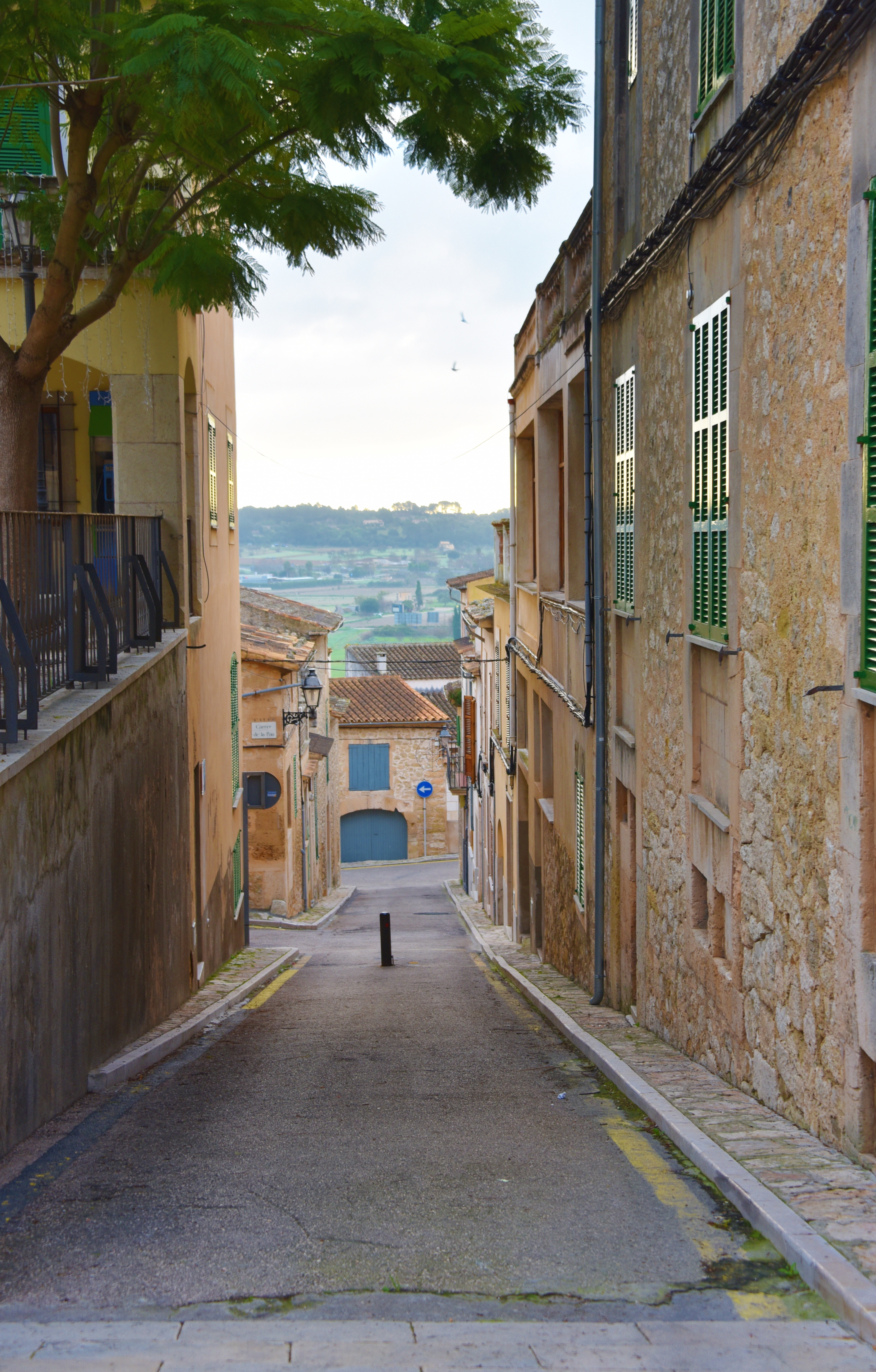
Gasse in Montuïri

## Messen und Märkte
- Fira de sa Perdiu

Seit 12 Jahren wird in Montuïri am ersten Dezembersonntag die Fira de sa Perdiu, wörtlich: Rebhuhnmesse, gefeiert. Eine Ausstellung von Rebhühnern sowie ein Wettbewerb mit ihnen als Lockvögel bei der Jagd gehören zu den Ereignissen der Messe. Ansonsten kann man typische einheimische Produkte erwerben, die Tierschau mit Schafen, Ziegen, Pferden und Hunden und Kunst- und Kunstgewerbeausstellungen besichtigen.
- Wochenmarkt auf der Plaça Major, montags

## Feste
- Sant Antoni am 17. Januar
- Festa d’es Puig, am Dienstag nach Ostern, mit Wallfahrt zum Puig de Sant Miquel
- Sant Bartomeu, Patronatsfest am 24. August

## Persönlichkeiten
In Montuïri wurde der Komponist und Pädagoge Antoni Martorell i Miralles (1913–2009) geboren. An ihn erinnert ein Denkmal vor der Kirche Sant Bartomeu.